# ديفيد جوليان
ديفيد جوليان (بالإنجليزية: David Julyan)‏ هو مُلحّن موسيقى بريطاني من مواليد عام 1967 في مدينة شلتنهام في إنجلترا، اشتهر بتعاونه عدة مرات مع المخرج كريستوفر نولان، حيث كتب له موسيقى أفلام تتبّع، تذكار، أرق والعظمة.

## وصلات خارجية
- الموقع الرسمي
- ديفيد جوليان على موقع IMDb (الإنجليزية)
- ديفيد جوليان على موقع ميوزك برينز (الإنجليزية)
- ديفيد جوليان على موقع بوكس أوفيس موجو (الإنجليزية)
- ديفيد جوليان على موقع أول ميوزيك (الإنجليزية)
- ديفيد جوليان على موقع ديسكوغز (الإنجليزية)
- ديفيد جوليان على موقع قاعدة بيانات الفيلم (الإنجليزية)